# Licia Troisi
Licia Troisi (Roma, 25 de noviembre de 1980) es una novelista italiana, licenciada en Física y especializada en Astrofísica. 
Se hizo famosa en 2004 al publicar el primer volumen de las Crónicas del mundo emergido, un gran éxito por toda Italia. Actualmente reside con su marido en Roma.

## Biografía
Nacida en Roma el 25 de noviembre de 1980, de origen napolitano desde muy pequeña se aficionó la escritura. Su primer relato corto, Las mil y una... Licia, lo escribió a la edad de 7 años seguido, un año más tarde, de un pequeño romance de veinte páginas titulado Sindy y Mindy inspirado en una serie de dibujos animados. 
Frecuentó el liceo clásico, período en el cual escribió su diario y algunos cuentos. También realizó varias incursiones en la poesía, pero los resultados no le parecieron satisfactorios y abandonó el género. Después del liceo, se inscribió en la facultad de física y se licenció en Astrofísica el 17 de diciembre de 2004 en la Università degli studi di Roma Tor Vergata, al presentar una tesis sobre las galaxias enanas. 
Durante los años de universidad conoció a su actual marido y de esa misma época procede su interés por el mundo de la fantasía cuando, a la edad de 21 años, comenzó a escribir las Crónicas del Mundo Emergido. Le llevó un año y medio acabarla y seis meses más para realizar una primera corrección, después de lo cual y sin muchas esperanzas, envió su novela a la única editorial de la cual tenía la dirección; Mondadori. Finalmente, después de tres meses, en abril de 2004, su libro primer libro Nihal de la Tierra del Viento (Nihal della Terra del Vento) llegó a las librerías, novela con la cual quedó finalista al premio Italia 2005. 
El 2006 comenzó la publicación de una nueva saga ambientada también en el Mundo Emergido, llamada Guerras del mundo emergido.
En el 2008 vuelve a publicar, en febrero sale al mercado Los Malditos de Malva, novela publicada por Ediciones Ambiente, y, unos meses más tarde, en abril, sale al mercado una nueva novela, La chica dragón publicada de nuevo por la editorial Mondadori. 
Actualmente trabaja en una nueva obra relacionada con el «mundo emergido» de la cual no ha querido dar más datos.
También colabora actualmente con el ASDC (ASI Science Data Center - Agenzia Spaziale Italiana)

## Obra

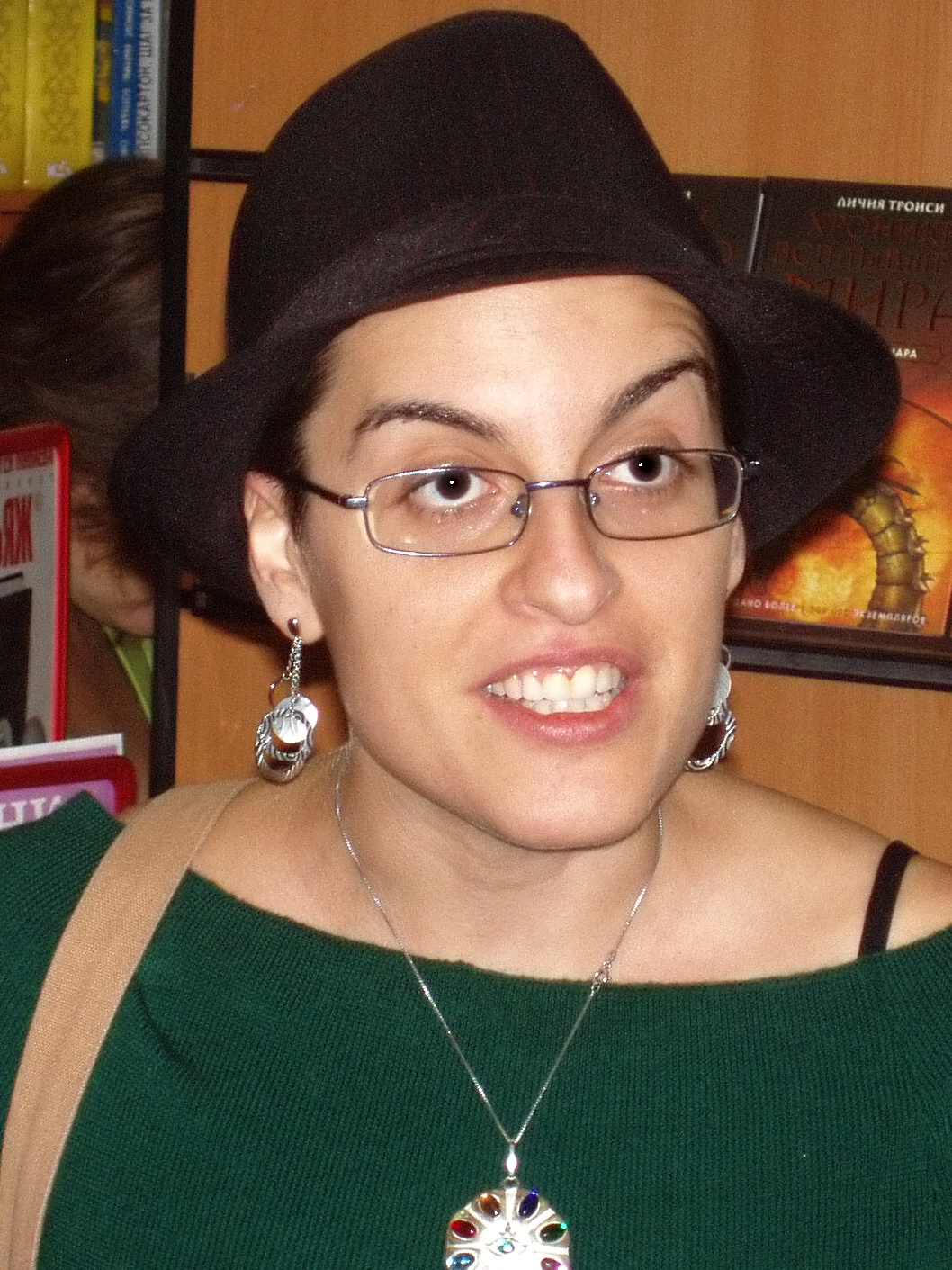
Licia Troisi

1. Crónicas del mundo emergido (Cronache del mondo emerso): primera trilogía, puesta en el mercado por la editorial Mondadori (Italiano) y por la editorial Kailas en lengua castellana. Está compuesta por los libros:
  1. Nihal de la Tierra del Viento (Nihal della Terra del Vento): salió al mercado en abril de 2004 y fue traducido al castellano en junio de 2006.
  2. La misión de Sennar: (La Missione di Sennar): salió al mercado en octubre de 2004 y fue traducido al castellano en septiembre de 2006.
  3. El talismán del poder: (Il talismano del Potere): salió al mercado en abril de 2005 y fue traducido al castellano en junio de 2007.
2. Las guerras del Mundo Emergido (Le Guerre del mondo emerso): segunda trilogía, de nuevo, puesta en el mercado por la editorial Mondadori (Italiano). Está compuesta por los libros:
  1. La secta de los asesinos (La Setta delgli Assassini): Salió al mercado en marzo de 2006 y su traducción aún no ha sido completada.
  2. Las dos guerreras: (Le due Guerriere): salió al mercado en febrero de 2007 y su traducción aún no ha sido completada.
  3. Un nuevo reino: (Un Nuovo regno):  salió al mercado en noviembre de 2007 y su traducción aún no ha sido completada.
3. Los malditos de Malva: (I dannati di Malva): publicado el 26 de febrero de 2008 por Edizioni Ambiente, aún no ha sido traducido a ningún idioma.
4. La chica dragón: salida prevista para abril de 2008.[1]

Recientemente, la editorial italiana Mondadori ha publicado las Crónicas del mundo emergido en formato único.
También se piensa en la futura salida de una nueva trilogía dentro de la saga del el Mundo Emergido, ya que conclusión de la última trilogía, Las guerras del mundo emergido da espacio a las dudas y deja mucho que pensar sobre esta posibilidad.
Por último ha aparecido en el diario italiano La República un relato inédito sobre el Tirano extraído de un libro que muy brevemente puede ser publicado por la editorial Mondadori. 